# William Hutt
William Ian DeWitt Hutt, CC, O.Ont (* 2. Mai 1920 in Toronto, Ontario; † 27. Juni 2007 in Stratford) war ein kanadischer Film- und Theaterschauspieler.

## Leben
Hutt wurde als Zweites von drei Kindern in Toronto geboren. Während des Zweiten Weltkriegs arbeitete er fünf Jahre als Sanitäter, wofür ihm eine Tapferkeitsmedaille verliehen wurde. Nach dem Krieg studierte er an der Universität von Toronto. 1953 war er Ensemblemitglied in der ersten Saison des Stratford Festival of Canada.
Er tauchte in Film und Fernsehen in Rollen wie Le Moyne im Film The Statement sowie in weiteren Fernsehrollen auf.
Seine letzte öffentliche Rolle war der Prospero in William Shakespeares Stück Der Sturm. Eigentlich sollte er 2007 erneut beim Stratford Festival auftreten, er konnte jedoch auf Grund seines Gesundheitszustands die Rolle nicht mehr wahrnehmen.
Hutt, der Leukämie hatte, starb friedlich am 27. Juni 2007 in Stratford, Ontario.

## Auszeichnungen

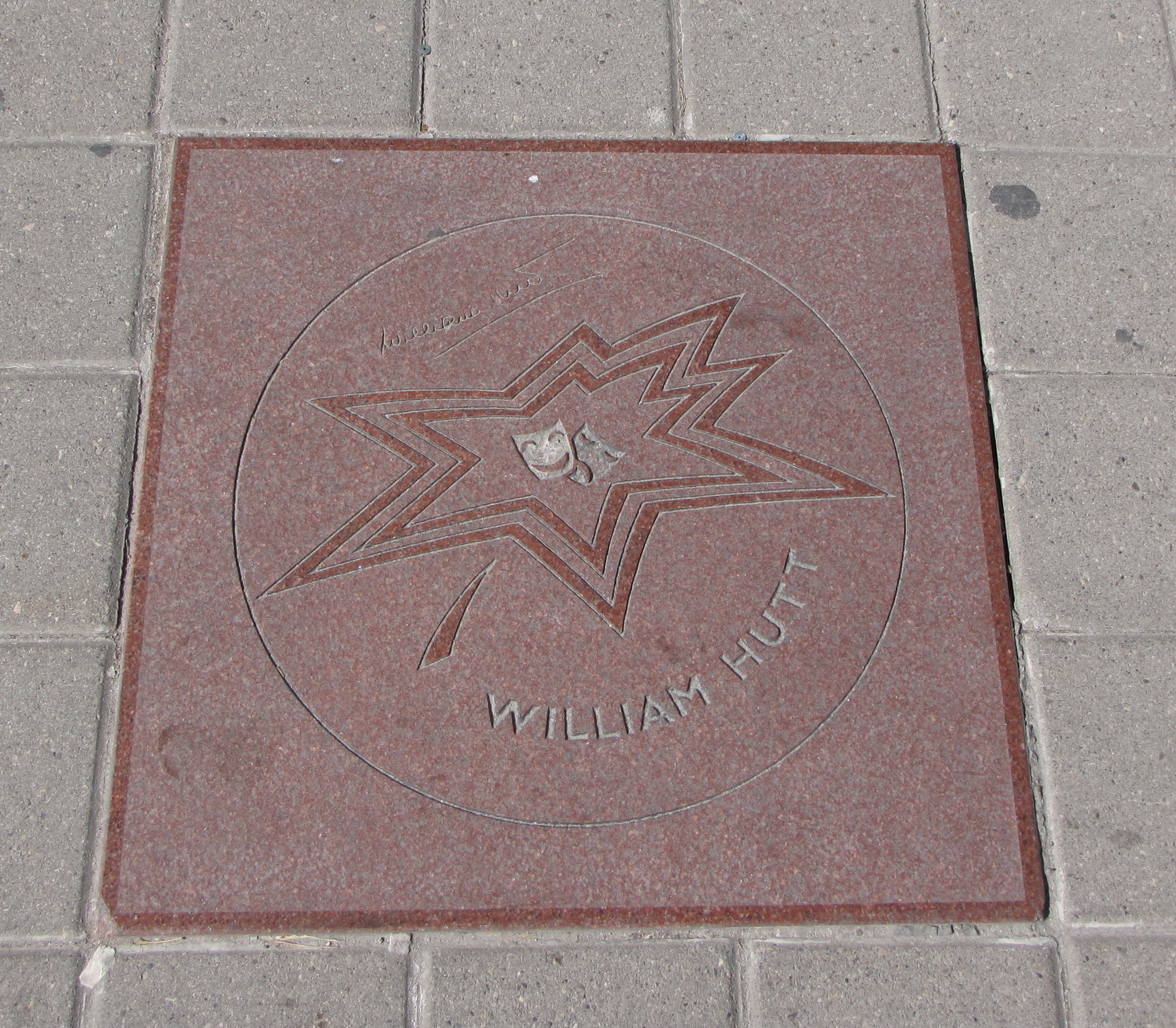
Stern auf dem kanadischen Walk of Fame

- 1969: Träger des kanadischen Verdienstordens.
- 1992: Träger des Ordens des Staates Ontario
- 1997: Ehrendoktor der McMaster University der Stadt Hamilton (Ontario)
- 2000: Stern auf dem Canada’s Walk of Fame

## Filmografie (Auswahl)
- 1957: Oedipus Rex
- 1960: There Was a Crooked Man
- 1968: Ein Mann wie Hiob (The Fixer)
- 1979: Delta III – Wir wollen nicht zur Erde zurück (The Shape of Things to Come)
- 2000: Zweimal im Leben (Twice in a Lifetime) (Fernsehfilm)
- 2003: The Statement – Am Ende einer Flucht (The Statement)